# Brownleea mulanjiensis
Brownleea mulanjiensis är en orkidéart som beskrevs av Hans Peter Linder. Brownleea mulanjiensis ingår i släktet Brownleea och familjen orkidéer. Inga underarter finns listade i Catalogue of Life.